# MF Hordaland
MF Hordaland er en bilfærge bygget i 1979 af Stord Verft A/S, Stord, Norge. Færgen blev brugt på ruten Halhjem-Sandvikvåg fra 1979 til 1996. 
Fra 1997-2000 gik MF Hordaland som færge 2 på Skjersholmane-Valevåg. Fra 2000-2002 blev færgen sat i trafik på ruten hjem – Våge – Bruntveit. I år 2002 blev færgen brugt som reservefærge på ruten Molde-Vestnes. Fra 2003 bliver færgen brugt på ruten Skjersholmane – Ranavik – Sunde fren til 2008. I 2007 er færgen i trafik på ruten Bruravik-Brimnes. 03.2008 – 12.2010 trafikerer færgen Skjersholmane – Ranavik før færgen 01. – 12.2011 bliver brugt på forbindelsen Jektevik – Nord-Huglo – Hodnanes. Fra 2012 går færgen på ruten mellem Gjermundshamn-Varaldsøy-Årsnes.